# Altamont, Kansas
Altamont là một thành phố thuộc quận Labette, tiểu bang Kansas, Hoa Kỳ. Năm 2010, dân số của xã này là 1080 người.

## Dân số
Dân số các năm:
- Năm 2000: 1092 người
- Năm 2010: 1080 người